# Les Enfants de l'impasse
Pour plus de détails, voir Fiche technique et Distribution.
Les Enfants de l'impasse (en anglais : « Orphans ») est un film américain réalisé par Alan J. Pakula, basé sur la pièce de théâtre Orphans, de Lyle Kessler. 
Présenté au Festival international du film de Toronto le 11 septembre 1987, il sort en salles une semaine plus tard aux États-Unis et en 1988 dans celles du reste du monde.

## Synopsis
Depuis la disparition de leurs parents, deux frères vivent seuls dans une maison délabrée et sont en situation de grande pauvreté. Treat, l'aîné, au caractère violent, fait preuve d'autorité envers Phillip, son cadet et commet de menus larcins, pourvoyant ainsi aux besoins de survie des deux garçons. Phillip vit au milieu de ses rêves et phobies, et présente un handicap mental léger. Il ne sort jamais de la maison, son frère l'ayant persuadé du danger mortel représenté par l'air extérieur et le soleil.
Un soir, Treat donne l'hospitalité à Harold, un homme élégamment vêtu mais complètement ivre. Treat suppose que l'inconnu est fortuné et toujours à la recherche de profits, il le ligote et le séquestre. Le lendemain matin, quand Treat revient après s'être absenté, le prisonnier s'est défait de ses liens et le plan échafaudé pour obtenir une rançon s'écroule. Harold est en fait un gangster, poursuivi par d'autres malfrats qui veulent le tuer. Il s'installe chez les deux frères et va profondément modifier leur vie... 

## Fiche technique
- Titre : Les Enfants de l'impasse
- Titre original : Orphans
- Réalisation : Alan J. Pakula
- Scénario : Lyle Kessler
- Musique : Michael Small
- Directeur de la photographie : Donald McAlpine
- Montage : Evan A. Lottman (de)
- Décors : George Jenkins
- Directeur artistique : John Jay Moore
- Costumes : John Boxer
- Production : Alan J. Pakula • Susan Solt
- Société de production : Lorimar Motion Pictures
- Distributeur : Lorimar Motion Pictures
- Pays :  États-Unis
- Genre : Drame
- Format : Couleur (Technicolor) • 1,85:1 • Mono • 35 mm
- Dates de sortie : 
  - Canada : 11 septembre 1987
  - France : 20 juillet 1988
- Durée: 115 minutes
- Affiche : Bill Gold (États-Unis)

## Distribution
- Albert Finney : Harold
- Matthew Modine : Treat
- Kevin Anderson (en) : Phillip
- John Kellogg : Barney
- Anthony Heald : Homme dans le parc
- Novella Nelson : Mattie
- Elizabeth Parrish : La femme riche